# Nicolaj Kopernikus
Nicolaj Kopernikus, egentligen Nicolaj Christiansen, född 9 augusti 1967 i Glostrup, är en dansk skådespelare.
Kopernikus fick sitt genombrott som skådespelare i Jonas Elmers film Let's Get Lost. Han tilldelades det danska filmpriset Bodil år 2001 för bästa biroll i filmen Bänken.

## Filmografi (urval)
- 1996 - Charlot och Charlotte
- 1997 - Let's Get Lost
- 2000 – Bänken
- 2001 - Monas värld
- 2001 - Flygande farmor
- 2002 - Okay
- 2004 - Villa paranoia
- 2004 - Förbrytelser
- 2007 - De glömda själarnas ö
- 2007 - Brottet
- 2012 – Viceværten
- 2018–2020 – Advokaten (TV-serie)